# Білка (притока Собу)
Бі́лка (Горбівня) — річка в Україні, у межах Іллінецького та Гайсинського району Вінницької області, права притока річки Соб (басейн Південного Бугу).
Тече через село Білки, селище Вербівка та село Рахни. Впадає в Соб за 40 км від його гирла. Довжина — 14 км, площа басейну — 64,6 км².